# Luc Govaerts
Luc Govaerts (Brecht, 25 gennaio 1959) è un ex ciclista su strada e pistard belga. Professionista dal 1982 al 1991, vinse la Schaal Sels 1985, il Circuito Franco-Belga 1987 e il titolo nazionale 1990 di inseguimento individuale.

## Carriera
Nella categoria dilettanti, Luc Govaerts diventa campione belga nella gara di americana nel 1981, insieme a Robert Hendrickx. Passa poi professionista nel 1982 nella struttura Europ Decor, e in stagione è terzo al Gran Premio del Canton Argovia in Svizzera. Nel 1984 partecipa al Tour de France e vince anche una tappa dell'Herald Sun Tour in Australia. L'anno successivo vince la Schaal Sels, con i colori del team Lotto-Merckx.
Continua a gareggiare fino al 1992 con i team Robland, SEFB e Westwood. Durante questo periodo si distingue principalmente nelle competizioni belghe vincendo un'edizione del Circuito Franco-Belga, nel 1987, e una dell'Omloop van het Waasland, nel 1990, oltre a varie kermesse. Diventa anche campione belga di inseguimento professionisti nel 1990.

## Palmarès

### Strada
- 1978 (Dilettanti)

3ª tappa, 2ª semitappa Ronde van Limburg (Hoeselt > Hoeselt)
Sint-Katelijne-Waver
Itegem
- 1979 (Dilettanti)

Faulx-Les Tombes
Seraing-Aachen-Seraing
- 1980 (Dilettanti)

Niel
7ª tappa Ronde van de Kempen (Kasterlee > Kasterlee)
- 1981 (Dilettanti)

Classifica generale Frasnes-lez-Gosselies
5ª tappa, 2ª semitappa Ronde van de Kempen (Turnhout > Turnhout)
- 1984 (Europdecor, una vittoria)

10ª tappa Herald Sun Tour (Ararat > Castlemaine)
- 1985 (Lotto, una vittoria)

Schaal Sels
- 1987 (S.E.F.B, una vittoria)

Circuito Franco Belga
- 1990 (Westwood, una vittoria)

Omloop van het Waasland

#### Altri successi
- 1982 (Europdecor)

Wilrijk (Derny)
- 1983 (Europdecor)

Criterium di Beveren-Waas
- 1984 (Europdecor)

Criterium di Wommelgem
- 1985 (Lotto)

Heusden Koers
- 1987 (S.E.F.B)

Grote Geteprijs
- 1990 (Westwood)

Criterium di Malderen

### Pista
- 1981

Campionati belgi, Americana Dilettanti (con Robert Hendrickx)
- 1990

Campionati belgi, Inseguimento individuale

## Piazzamenti

### Grandi Giri
- Giro d'Italia

1983: 41º
- Tour de France

1984: 109º

### Classiche monumento
- Liegi-Bastogne-Liegi

1983: 37º